# التنوع في مجال المكتبات
يسعى مجال علوم المكتبات لتوفير بيئة عمل متنوعة في المكتبات. تشمل طرق تغيير الوضع الراهن التنويع في مجال الوظائف من حيث العمر والطبقة الاجتماعية والإعاقة والعرق وهوية الجنس والجنسانية والجنس والتوجه الجنسي.

## الولايات المتحدة

### الإحصاءات
غالبية أصحاب الوظائف في مجال المكتبات في الولايات المتحدة هم من الإناث في فئة العمر بين 55 و 64 عاما ومن أصل قوقازي. أظهرت دراسة أجراها اتحاد المكتبات الأمريكي للبحوث التي تمت في الفترة من 2009 إلى 2010 أن 98,273 من أصحاب الشهادات في المكتبات كانوا من الإناث بينما كان عددهم 20,393 رجلا. وكان من بين إجمالي 111,666، 15,335 منهم تحت سن 35 عاما فقط في حين كان هناك 6,222 شخصا في سن 65 عاما فما فوق. وكان 104,393 منهم من البيض و6,160 من أصول أفريقية و3,260 من جزر المحيط الهادئ الأمريكية و185 من السكان الأصليين بما في ذلك الألاسكيين و1,008 من مختلف الأعراق و 3,661 من اللاتينيين.

### الاستراتيجيات

#### المنح والمنح الدراسية
للمساعدة في تغيير نقص التنوع في وظائف المكتبات في الولايات المتحدة تظهر المزيد من البعثات والمنح الدراسية. فمعظم طلاب علوم المكتبات والمعلومات لا ينتمون إلى فئة ممثلة بشكل غير كاف وكاستجابة لهذه الإحصاءات البحثية يقوم المجال بإيجاد طرق لتشجيع المزيد من التنوع في الفصول الدراسية.

#### برنامج منحة البحث السنوية لاتحاد المكتبات الأمريكي
برنامج منحة البحث السنوية لاتحاد المكتبات الأمريكي هو وسيلة لتشجيع الابتكار للعلماء والمحترفين لتقديم رؤى حول كيفية تحقيق التنوع في المجال. تستهدف منحة اتحاد المكتبات الأمريكي أولئك الذين لديهم أفكار بحثية قيمة وأصلية يمكن أن تساهم في معرفة التنوع في مجال المكتبات. يتم منح المنحة لثلاثة أفراد مرة واحدة في السنة وتبلغ قيمة المنحة 2500 دولار لكل فرد. يتم توفير إرشادات تقديم الطلبات وتحدد جدول زمني ويتم عرض عملية التقييم عبر الإنترنت.

#### الكفاءات الثقافية
أحد الطرق لتعزيز التنوع الثقافي في مجال المكتبات هو من خلال الكفاءات الثقافية. يوصى بتحديد المهارات اللازمة للتعامل مع الآخرين الذين ينتمون إلى ثقافات مختلفة. ويقترح أن تُنشر هذه التعريفات في قوائم الوظائف وأن تُشار إليها عند الترقيات وزيادة الرواتب. في برامج الدراسات العليا في علوم المكتبات والمعلومات يُقترح أيضا من قبل العلماء أن هناك نقصا في الدروس التي تعلم الطلاب الكفاءات الثقافية. ومن المهم أن تقدم المزيد من الدروس التي تعلم التنوع وتقيم النتائج.

#### التوظيف
إستراتيجية أخرى هي إثارة الاهتمام بمجال علوم المكتبات والمعلومات من سن مبكرة. إذا لم يرغب الأقليات في أن تصبح مكتبيين فلن يسعوا للحصول على درجة الماجستير في علوم المكتبات أو المعلومات وبالتالي لن يشغلوا وظائف رفيعة في المكتبات. تُوصى بإيجاد تجربة رائعة لجميع الفئات العرقية في وقت مبكر من الحياة. قد يلهم ذلك المزيد من الأطفال الصغار للاهتمام بهذا المجال.

### الموارد
مكتب التنوع هو جزء من اتحاد المكتبات الأمريكي يهدف إلى مساعدة المكتبات في توفير قوى عاملة متنوعة وجمع البيانات وتعليم الآخرين حول مسألة التنوع المتعلقة بمجال علوم المكتبات والمعلومات.

#### موارد متعلقة بالعرق والأصل العرقي
الجمعية الأمريكية الهندية للمكتبات
تأسست الجمعية الأمريكية الهندية للمكتبات في عام 1979. تصدر نشرة إخبارية مرتين في السنة وتوعية الأفراد والجماعات حول الثقافة الهندية.
جمعية أمناء المكتبات الأمريكية في منطقة آسيا والمحيط الهادئ
جمعية أمناء المكتبات الأمريكية في منطقة آسيا والمحيط الهادئ هي جمعية تابعة لاتحاد المكتبات الأمريكي تشكلت لـ "تلبية احتياجات أمريكيي الأصل الآسيوي والباسيفيكي في مجال المكتبات وأولئك الذين يخدمون المجتمعات الأمريكية الآسيوية/الباسيفيكية". كانت جمعية أمناء المكتبات الأمريكية في منطقة آسيا والمحيط الهادئ خليفة لجمعية مكتبيي الأمريكيين الآسيويين وهي مجموعة نقاش داخل مكتب المكتبة لخدمات الإرشاد التابع لاتحاد المكتبات الأمريكي التي ركزت على توفير خدمات المكتبة للمجتمعات الأقلية ودعم مكتبيي الأقلية. تأسست جمعية أمناء المكتبات الأمريكية في منطقة آسيا والمحيط الهادئ في عام 1980 وتم تأسيسها في عام 1981 وأصبحت جزءا من اتحاد المكتبات الأمريكي في عام 1982. من مؤسسي جمعية أمناء المكتبات الأمريكية في منطقة آسيا والمحيط الهادئ شملوا لورديس كويانتيس وسوزين هار نيكوليسكو وشاراد كارخانيس وكونشيتا بينيدا وهنري تشانغ وبيتي تساي وتاميي تريخو ميهان.
القوى السوداء لاتحاد المكتبات الأمريكي
تأسست القوى السوداء لاتحاد المكتبات الأمريكي في عام 1970 وتروج ليس فقط لخدمات المكتبة التي يمكن للمجتمع الأمريكي الأفريقي الاستمتاع بها ولكن أيضا لظهور مكتبيي الأمريكيين الأفارقة والمحترفين في مجال المكتبات. من خلال الانضمام إلى الجمعية يتاح للأعضاء الوصول إلى النشرات الإخبارية وموقع الويب بأكمله ولوحات الشبكات.
جمعية أمناء المكتبات الأمريكية الصينية
بدأت جمعية أمناء المكتبات الأمريكية الصينية في الغرب الأوسط في 31 مارس 1973 وتأسست على يد الدكتور تزه-تشونغ لي ودوروثي لي كمنظمة إقليمية في ولاية إلينوي. ثم في عام 1974 تأسست جمعية أمناء المكتبات الأمريكية الصينية في كاليفورنيا. في عام 1976 توسعت جمعية أمناء المكتبات الأمريكية الصينية في الغرب الأوسط لتصبح منظمة وطنية باسم جمعية أمناء المكتبات الأمريكية الصينية. في عام 1983 تم دمج جمعية أمناء المكتبات الأمريكية الصينية وجمعية مكتبيي الصين في منظمة واحدة تحت اسم جمعية أمناء المكتبات الأمريكية الصينية. تضم هذه المنظمة أعضاء ليس فقط في أمريكا ولكن أيضا في الصين وهونغ كونغ وكندا وغيرها. تروج المنظمة للثقافة الصينية من خلال المكتبات وتتواصل مع الآخرين في مهنة المكتبات.
تحالف مكتبات الجامعات التاريخية السوداء
تحالف مكتبات الجامعات التاريخية السوداء هو تحالف للمكتبات في الجامعات التاريخية السوداء. تأسس التحالف في عام 2002 من قبل عمداء ومديري المكتبات في الجامعات التاريخية السوداء ويضم أكثر من 100 منظمة عضوة. يمثل التحالف على وجه التحديد المنظمات المشمولة في مبادرة البيت الأبيض للجامعات التاريخية السوداء. في عام 2019 دخل تحالف مكتبات الجامعات التاريخية السوداء شراكة وطنية مع مجلس المكتبات والمعلومات الاستشارية.
الرابطة الوطنية لتعزيز خدمات المكتبات والمعلومات لللاتينيين والناطقين بالإسبانية
الرابطة الوطنية لتعزيز خدمات المكتبات والمعلومات لللاتينيين والناطقين بالإسبانية هي جمعية وطنية أمريكية لتعزيز خدمات المكتبات والمعلومات للمجتمع اللاتيني والناطق بالإسبانية. تأسست الجمعية الوطنية لمكتبيي الناطقين بالإسبانية في الولايات المتحدة في عام 1971 من قبل أرنولفو تريخو وإليزابيث مارتينيز. في عام 1983 تم تغيير الاسم إلى الرابطة الوطنية لتعزيز خدمات المكتبات والمعلومات لللاتينيين والناطقين بالإسبانية ليعكس بشكل أفضل هدف الجمعية. تشجع الرابطة الوطنية لتعزيز خدمات المكتبات والمعلومات لللاتينيين والناطقين بالإسبانية على توفير مجموعات الكتب باللغة الإسبانية في المكتبات وتمنح منحا دراسية سنوية وتصدر نشرات ربع سنوية. أحد أهداف الرابطة الوطنية لتعزيز خدمات المكتبات والمعلومات لللاتينيين والناطقين بالإسبانية الرئيسية هو جذب اللاتينيين لشغل وظائف مهنية في مجال المكتبة.
المجلس المشترك لمكتبي اللون
تأسست المجلس المشترك لمكتبي اللون في يونيو 2015 كمنظمة "تدافع عن وتعالج الاحتياجات المشتركة لشركاء الجمعية الأمريكية للمكتبات العرقية". يتضمن شركاء الجمعية العرقية: الجمعية الأمريكية الهندية للمكتبات وجمعية أمناء المكتبات الأمريكية في منطقة آسيا والمحيط الهادئ والقوى السوداء لاتحاد المكتبات الأمريكي وجمعية أمناء المكتبات الأمريكية الصينية والرابطة الوطنية لتعزيز خدمات المكتبات والمعلومات لللاتينيين والناطقين بالإسبانية.

### قضايا الصم الأمريكية
أعلن اتحاد المكتبات الأمريكي أن الأشخاص ذوي الإعاقة ينتمون إلى أقلية غالبا ما يتم تجاهلها وتمثيلها بشكل غير كافي من قبل الأشخاص في المكتبة وأن مجتمع الصم ينتمي إلى هذه الفئة الأقلية. تنص مقدمة الإعلان الأساسي لحقوق المكتبة التابعة للجمعية على أن "جميع المكتبات هي منتديات للمعلومات والأفكار" وعليه يجب على المكتبات إزالة الحواجز الفنية والتكنولوجية التي بدورها ستسمح لأشخاص ذوي الإعاقة بالوصول الكامل إلى الموارد المتاحة.
كانت أليس لوجي هاجماير التي تعاني من الصمم ناشطة بارزة في مجتمع المكتبات تعمل نحو توفير إمكانية الوصول للصم. في عام 1974 أنشأت أسبوع التوعية بالصمم المعروف الآن باسم أسبوع التراث الصمم حيث يُعقد برامج حول ثقافة الصم في المكتبات. في عام 1980 أسست الوحدة المعروفة الآن باسم وحدة خدمة المكتبة للأشخاص الصم والصعبي السمع وهي وحدة ضمن جمعية المكتبة الأمريكية.
في عام 2006 أعلن اتحاد المكتبات الأمريكي والجمعية الوطنية للصم أنهما ستعترفان بـ 13 مارس إلى 15 أبريل كشهر التاريخ الصمم الوطني.

#### خدمات الصم في المكتبات
تأسست مكتبة جامعة غالوديت التي تعتبر الجامعة الوحيدة للفنون الحرة للصم في الولايات المتحدة في عام 1876. نمت مجموعة المكتبة من عدد صغير من الكتب المرجعية إلى أكبر مجموعة في العالم من المواد ذات الصلة بالصم تحتوي على أكثر من 234,000 كتاب وآلاف المواد الأخرى بتنسيقات مختلفة. تكبر المجموعة إلى درجة أن المكتبة اضطرت إلى إنشاء نظام تصنيف مشترك يستند إلى نظام التصنيف العشري ديوي لتسهيل فهرسة المكتبة وتحديد الموقع بالنسبة لكل من موظفي المكتبة والمستخدمين. تحتوي المكتبة أيضا على أرشيف الجامعة الذي يحتوي على بعض من أقدم الكتب والوثائق ذات الصلة بالصم في العالم.
كانت أليس لوجي هاجماير ناشطة أمريكية بارزة في مجتمع المكتبات تعمل نحو توفير إمكانية الوصول للصم. في عام 1974 أنشأت أسبوع التوعية بالصمم المعروف الآن باسم أسبوع التراث الصمم حيث تُعقد برامج حول ثقافة الصم في المكتبات.
في ناشفيل بتينيسي تدير ساندي كوهين خدمات المكتبة للصم وصعبي السمع. تم إنشاء البرنامج في عام 1979 استجابة لقضايا إمكانية الوصول إلى المعلومات للصم في منطقة ناشفيل. في البداية كانت الخدمة المقدمة هي الأخبار عبر جهاز الكتابة والقراءة من بُعد ولكن اليوم توسع البرنامج لخدمة ولاية تينيسي بأكملها من خلال توفير جميع أنواع المعلومات والمواد المختلفة حول الصمم وثقافة الصم والمعلومات لأفراد عائلات الأشخاص الصم بالإضافة إلى مجموعة تاريخية ومرجعية.

### النساء وعلم المكتبات
تظهر علم المكتبات هيكلا وظيفيا ثنائيا للرجال والنساء في الولايات المتحدة. في حين يظل التناسب بين النساء والرجال في المكتبات حوالي 4:1 إلا أن الرجال يحتلون المناصب العليا بشكل أكثر شيوعا. في المكتبات الأكاديمية الكبيرة يكون هناك أقل اختلاف ومع ذلك بشكل عام يميل الرجال إلى تولي المناصب العليا أو القيادية. ومع ذلك حققت النساء تقدما مستمرا نحو المساواة. لقد تم إغفال النساء إلى حد كبير في تاريخ المكتبات في الولايات المتحدة ولكن تقييم سوزان هيلدنبراند العلمي للعمل الذي قامت به النساء قد ساهم في توسيع السجل التاريخي. تتوفر شهادات تاريخية شفوية للنساء من ذوي البشرة الملونة في مجال المكتبات وهي مشروع تابع لجنة الجمعية الأمريكية للمكتبات حول وضع المرأة في علم المكتبات وتتوفر نصوص المقابلات في أرشيف الجمعية الأمريكية للمكتبات. تم نشر نصوص المقابلات في عام 1998.

#### الجمعيات المهنية
توجد العديد من المجموعات داخل اتحاد المكتبات الأمريكي مكرسة لمناقشة ونقد وتعزيز القضايا ذات الصلة بالجنس والنسوية في المهنة.
تأسست فرقة العمل النسوية التابعة لجولة المسؤوليات الاجتماعية في اتحاد المكتبات الأمريكي في عام 1970 من قبل نساء يرغبن في معالجة التحيز الجنساني في المكتبات وعلم المكتبات. كانت فرقة العمل النسوية أول مجموعة في اتحاد المكتبات الأمريكي تركز على قضايا المرأة. في السنوات الأخيرة خلال شهر تاريخ المرأة (مارس) كرست فرقة العمل النسوية جهودها لتوسيع تاريخ المكتبة للنساء عبر الإنترنت باستخدام موقع ويب يدعى نساء تاريخ المكتبة.
لجنة وضع المرأة في علم المكتبات في اتحاد المكتبات الأمريكي التي تأسست في عام 1976 تمثل تنوع اهتمامات النساء داخل اتحاد المكتبات الأمريكي وتضمن أن الجمعية تأخذ في الاعتبار حقوق الأغلبية (النساء) في مجال المكتبات وتعزز وتبدأ في جمع وتحليل ونشر وتنسيق المعلومات حول وضع المرأة في علم المكتبات. تم وثق التاريخ الببليوجرافي للنساء في المكتبات في الولايات المتحدة والنساء المكتبيات العاملات على تطوير خدمات للنساء في سلسلة من النشرات التي تم إصدارها في البداية من قبل فرقة العمل التابعة لجولة المسؤوليات الاجتماعية حول المرأة واستمرت فيما بعد بواسطة لجنة وضع المرأة في علم المكتبات.
اتحاد المكتبات الأمريكي لديها أيضا قسم الدراسات النسوية والجندرية في قسمها "جمعية الكليات والمكتبات البحثية" تم تشكيل هذا القسم لمناقشة وتعزيز ودعم مجموعات وخدمات الدراسات النسوية في المكتبات الأكاديمية والبحثية.
في عام 1970 تأسست فرقة العمل المعنية بتحرر المثليين في اتحاد المكتبات الأمريكي وأصبحت بذلك أول منظمة مهنية للمثليين ومزدوجي الميول الجنسية في الولايات المتحدة. في عام 1975 تم تغيير اسم المنظمة إلى "فرقة العمل المثلية" وفي عام 1986 تغير مرة أخرى إلى "فرقة العمل المثلية والمثليين" ثم في عام 1995 تم تغيير الاسم مرة أخرى إلى "فرقة العمل المثلية والمثليين وثنائيي الميول الجنسية" وأخيرا في عام 1999 أصبحت "الطاولة المستديرة للمثليين والمثليات وثنائيي الميول الجنسية والمتحولين جنسيا". تتناول الفرقة قضايا الجنسية ويكون العمل الرئيسي للطاولة المستديرة في مجال النسوية وتهتم بقضايا الجندر. تلتزم الطاولة المستديرة بتلبية احتياجات المعلومات لمجتمع المكتبات المهني للمثليين والمثليات وثنائيي الميول الجنسية واحتياجات الوصول إلى المعلومات للأفراد عموما. في عام 2019 تم تغيير اسمها إلى الطاولة المستديرة قوس قزح وقامت بنفس الواجبات والمسؤوليات التي كانت تؤديها الطاولة المستديرة للمثليين والمثليات وثنائيي الميول الجنسية.

#### العلماء
العديد من العلماء في هذا المجال اهتموا بالنوع الاجتماعي وعلاقته بتخصص علم المكتبات والمعلومات. قام علماء مثل هوب أولسون وسانفورد بيرمان بالعمل على طبيعة المعايير والأنظمة القائمة على تصنيف وتصنيف المواد التي تحجب أو تستبعد الفئات المهمشة. كتب آخرون عن آثار الصور النمطية المتعلقة بالنوع الاجتماعي في علم المكتبات لا سيما فيما يتعلق بتعليم المكتبة. يتداخل تعليم المكتبة أيضا مع التعليم النسوي وقد كتب علماء المكتبات مثل ماريا أكاردي عن الممارسات التعليمية النسوية في المكتبات. تعامل علماء المكتبات أيضا مع قضايا النوع الاجتماعي والقيادة وضمان التمثيل الجنساني العادل في تطوير مجموعات المكتبة وقضايا النوع الاجتماعي في عمل المكتبات المخصصة للشباب والأطفال.

#### السياسات
ينص دليل السياسة لاتحاد المكتبات الأمريكي في الفقرة B.2.1.15 على الوصول إلى موارد وخدمات المكتبة بغض النظر عن الجنس أو هوية النوع الاجتماعي أو التعبير عن النوع الاجتماعي أو التوجه الجنسي (الرقم القديم 53.1.15): "يعتزم اتحاد المكتبات الأمريكي بحزم وبشكل قاطع أن المكتبات وأمناء المكتبات لديهم واجب مقاومة الجهود التي تستبعد بشكل ممنهج المواد التي تتناول أي موضوع بما في ذلك الجنس أو هوية النوع الاجتماعي أو التعبير عن النوع الاجتماعي أو التوجه الجنسي. تشجع الجمعية أيضا أمناء المكتبات على دعم حقوق التعبير الواردة في الدستور لجميع مستخدمي المكتبة بغض النظر عن الجنس أو التوجه الجنسي أو هوية النوع الاجتماعي أو التعبير عنه. اعتمد عام 1993 تعديل عام 2000 و 2004 و 2008 و 2010." وتنص أيضا في الفقرة B.2.12 على التهديدات التي تواجه المواد المكتبية المتعلقة بالجنس أو هوية النوع الاجتماعي أو التوجه الجنسي (الرقم القديم 53.12) على أن "اتحاد المكتبات الأمريكي يدعم إدراج المواد التي تعكس تنوع مجتمعنا في مجموعات المكتبات بما في ذلك تلك المتعلقة بالجنس والتوجه الجنسي وهوية النوع الاجتماعي أو التعبير عنه. يشجع اتحاد المكتبات الأمريكي جميع فروعه على اتخاذ مواقف فعالة ضد جميع المحاولات التشريعية أو الحكومية الأخرى لتقييد المواد المتعلقة بالجنس أو التوجه الجنسي أو هوية النوع الاجتماعي أو التعبير عنه وتشجع جميع المكتبات على اقتناء وتوفير المواد التي تمثل جميع الأشخاص في مجتمعنا. اعتمد عام 2005 تعديل عام 2009 و 2010".

#### جوانب أخرى
في عام 1852 تم توظيف أول كاتبة في مكتبة بوسطن العامة.
في عام 1890 تم تعيين إليزابيث بوتنام سوهير وآنا إليوت تيكنور أول امرأتين في وكالة مكتبة الولاية في الولايات المتحدة وتحديدا في لجنة المكتبات في ولاية ماساتشوستس.
في عام 1882 عُقدت "اجتماعات النساء" في المؤتمر الرابع عشر للمكتبات الأمريكية حيث تم مناقشة قضايا تتعلق برواتب النساء المكتبيات وما يقوم به الزبائن الإناث في غرف القراءة.
خلال 35 سنة الأولى لاتحاد المكتبات الأمريكي كانت الرئاسة يتولاها الرجال. في عام 1911 أصبحت تيريزا إلمندورف أول امرأة يتم انتخابها رئيسة لاتحاد المكتبات الأمريكي. وكانت تيريزا إلمندورف رئيسة الجمعية من 24 مايو 1911 حتى 2 يوليو 1912.
في عام 1919 تم رفض قرار من اتحاد المكتبات الأمريكي يروج للمساواة في الأجور والفرص للنساء في مجال المكتبات بأغلبية كبيرة.
في عام 1970 قدمت بيتي ويلسون قرارا يطلب من اتحاد المكتبات الأمريكي عدم استخدام المرافق التي تمارس تمييزا ضد النساء. تم رفض هذا القرار أيضا من قبل الأعضاء.
أيضا في عام 1970 أصبحت كلارا ستانتون جونز أول امرأة (وأول شخص من أصل أفريقي) تشغل منصب مدير نظام مكتبة رئيسي في أمريكا كمديرة لمكتبة ديترويت العامة.
في عام 1971 أصبحت إيفي لي موريس أول امرأة (وأول شخص أسود) تشغل منصب رئيسة لجمعية المكتبات العامة.
في عام 1972 شاركت سيليست ويست في تأسيس دار نشر "بوكليغر بريس" أول دار نشر مكتبية أمريكية تمتلكها امرأة بالاشتراك مع سو كريتشفيلد وفاليري ويت.
في عام 1973 أصبحت بيج أكرمان أمينة مكتبة الجامعة في جامعة كاليفورنيا بلوس أنجلوس وبذلك أصبحت أول امرأة في الولايات المتحدة تتولى منصب أمين المكتبة لنظام مكتبة بحجم وتعقيد مثل جامعة كاليفورنيا بلوس أنجلوس.
في عام 1976 أقر مجلس اتحاد المكتبات الأمريكي قرارا بشأن "الوعي بالعنصرية والتحيز الجنساني" خلال المؤتمر المئوي للجمعية الذي عُقد في شيكاغو في الفترة من 18 إلى 24 يوليو.
في عام 1977 اتخذ اتحاد المكتبات الأمريكي موقفا مؤيدا لتعديل المساواة في الحقوق. أعلن اتحاد المكتبات الأمريكي أنه لن يعقد مؤتمراته في الولايات التي لم تصادق على التعديل وكان من المقرر أن تبدأ حملة المقاطعة في عام 1981. تم تشكيل فريق عمل خاص بالتعديل في عام 1979 بهدف تحقيق هذا الهدف وتم تخصيص مبلغ قدره 25,000 دولار لدعم عمليات الفريق في الولايات التي لم تصادق على التعديل. في ذلك الوقت قام عدد من جمعيات المكتبات الولاية بإصدار قرارات تؤيد التعديل وأنشأت لجانا خاصة بالنساء في المكتبات.
في عام 1985 أصبحت سوزان لويفانو-مولينا أول امرأة تتولى رئاسة الرابطة الوطنية لتعزيز خدمات المكتبات والمعلومات لللاتينيين والناطقين بالإسبانية.
في عامي 2013 و 2014 بلغت نسبة النساء الخريجات من برامج الماجستير في علوم المكتبات 82%.
في عام 2016 أصبحت كارلا هايدن أول أمينة مكتبة للكونغرس.
في الفترة بين عامي 2018 و 2019 بلغت نسبة النساء الخريجات من برامج الماجستير في علوم المكتبات 82.2% على الرغم من أن نسبة النساء السوداوات كانت 4.5% فقط واللاتينيات 7.8% والآسيويات/المحيطات الهادئ 2.5%.
في عام 2020 كانت نسبة النساء في مجال المكتبات 83.2% ونسبة الفنيين والمساعدين في المكتبات 77.5% وهو ما يفوق المتوسط البالغ 73.5% للنساء العاملات في جميع المهن التعليمية والمكتبية وفقا للظروف التي تميز توظيف النساء طوال العديد من السنوات.